# 膽肝

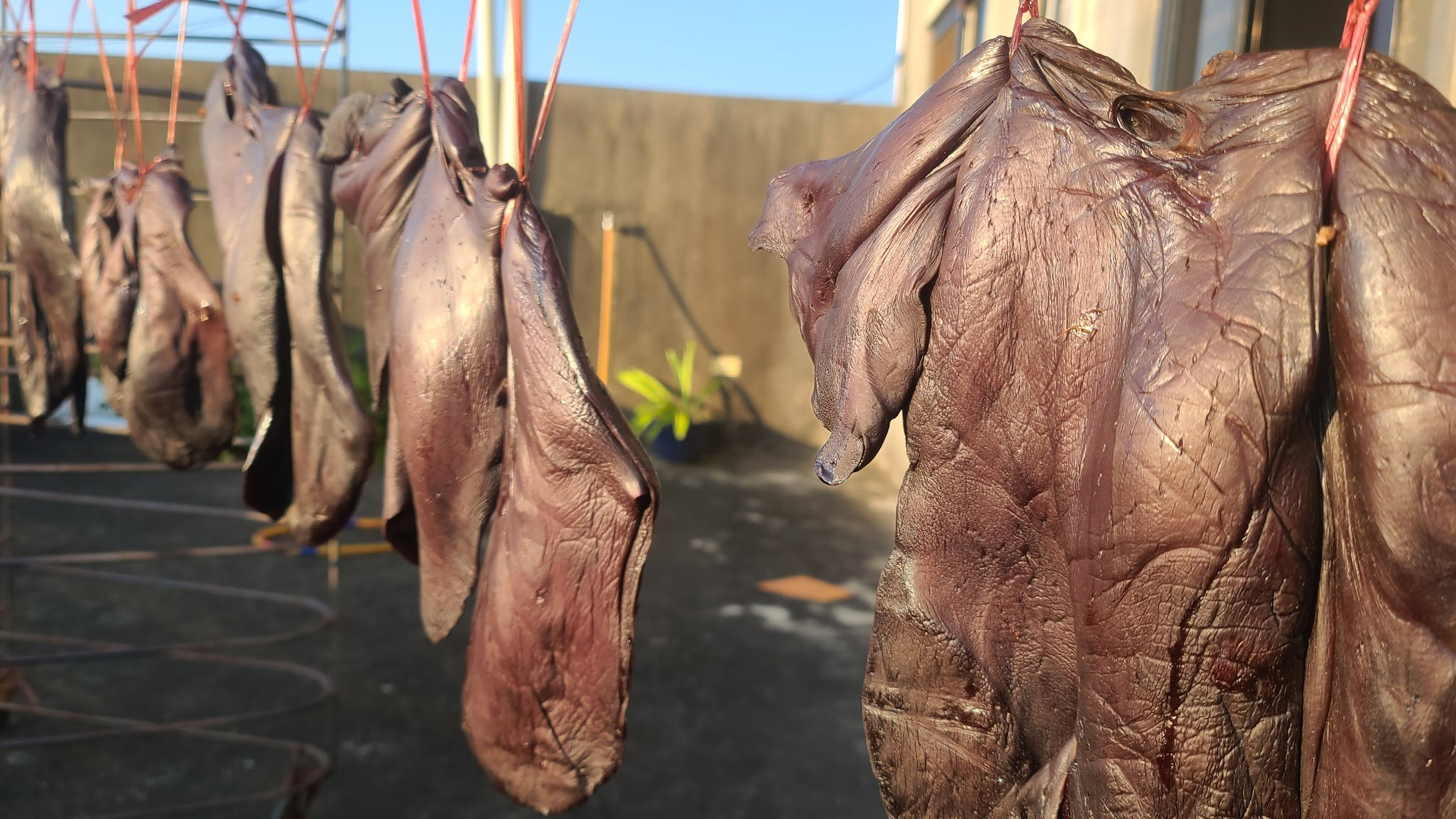
製作膽肝

膽肝是著名的客家小吃，流行於台灣宜蘭、新竹苗栗，營養豐富。

## 古早味
- 早在1970年代以前，台灣逢年過節訪友都以紅紙盒、紙盒中透明可見膽肝饋贈之高價位高級禮品。
- 當時西點麵包店店門都懸掛豬膽乾十數副，任君挑選購買。

## 食譜
- 取出健康豬膽、豬肝全副，裹以胡椒、花椒、多量鹽、高梁酒醃漬。
- 數日後豬膽肝已脫水，再置於陰涼乾燥處風乾呈現咖啡黑色，即可食用。
- 食用時以菜刀切薄片，佐以烤烏魚子卵、新鮮青葱同食，香味四溢，口頰留香。